# Rotterdamse Poortbrug

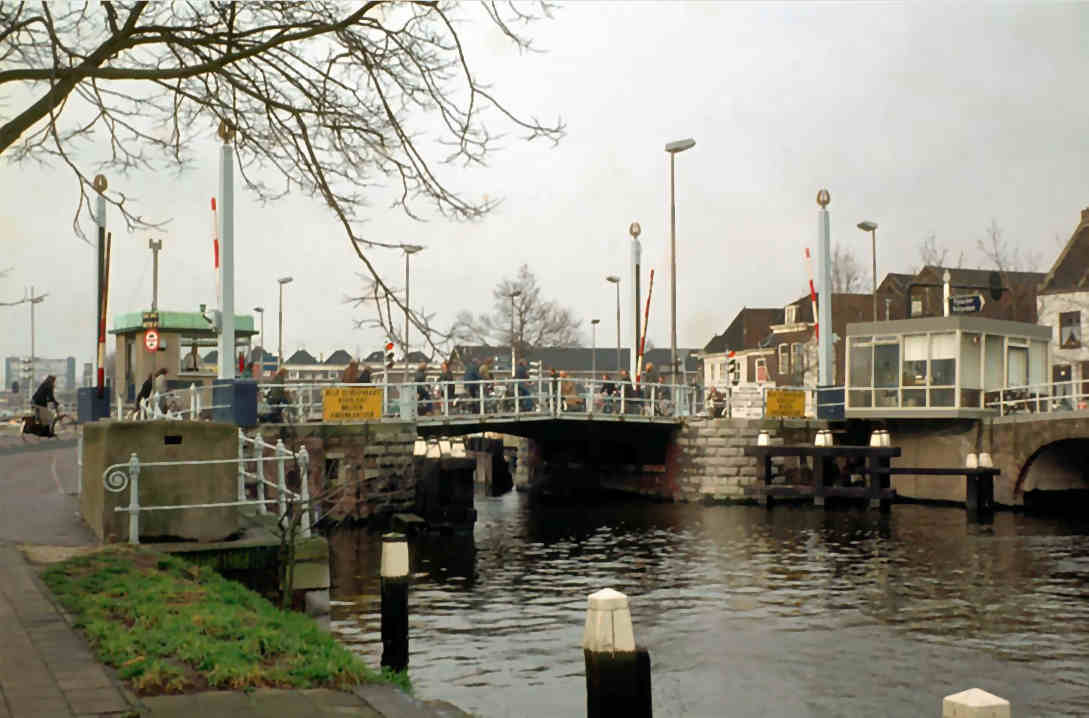
Rotterdamse Poortbrug (1978)

De Rotterdamse Poortbrug was een basculebrug over het Rijn-Schiekanaal in de stad Delft, in de Nederlandse provincie Zuid-Holland. De brug verbond de Zuidwal/Oude Delft met de Scheepmakerij/Hertog Govertkade op de locatie van de in de 19e eeuw gesloopte Rotterdamse Poort. Deze brug werd in 1978 gesloopt zodat de scheepvaart beter de bocht in de Kolk kon maken.